# Épiez-sur-Chiers
Épiez-sur-Chiers település Franciaországban, Meurthe-et-Moselle megyében. Lakosainak száma 196 fő (2022. január 1.). Épiez-sur-Chiers Virton, Rouvroy, Allondrelle-la-Malmaison, Charency-Vezin és Velosnes községekkel határos.

## Népesség
A település népességének változása:
| Lakosok száma | 185  | 145  | 124  | 181  | 181  | 180  | 185  | 194  | 198  | 196  |
|               | 1968 | 1982 | 1990 | 2006 | 2013 | 2015 | 2017 | 2019 | 2020 | 2022 |